# Setge de Tolosa (1219)
El setge de Tolosa de 1219 va ser un intent de Lluís VIII de França i de Amaurí IV de Montfort per prendre la ciutat de Tolosa de Llenguadoc al comte Ramon VII de Tolosa durant la Croada Albigesa. L'acció va finalitzar amb l'aixecament del setge.

## El setge
El 10 de juny de 1219, el príncep Lluís de França va prendre Marmanda i va deixar als seus soldats saquejar la ciutat i massacrar als seus habitants. Llavors el seu exèrcit, acompanyat pel d'Amaurí IV de Montfort es van dirigir cap a Tolosa.
El consell de Tolosa es reuneix per deliberar i pren la decisió de resistir l'atac. D'aquesta manera es reforça les defenses de la ciutat i es diu a la gent que faci provisió d'aliments per poder resistir el que se suposa que serà un llarg setge. Cavallers, nobles i faïdits, amb les seves tropes, vingudes de tota la regió s'uneixen al Comte de Tolosa per defensar la ciutat enfront dels «invasors» i «contra l'orgull de França» i s'organitza de manera conscienciosa la defensa de la ciutat.
Els croats arriben a Tolosa al 17 de juny amb una gran quantitat de màquines de setge, però els defensors reparen ràpidament les parts de la muralla que van sent destruïdes.
Després de quaranta-cinc dies de setge, el príncep Lluís es desanima i aixeca el setge malgrat les súpliques d'Amaurí de Montfort i del legat papal.